# Lodhīkheda
Lodhīkheda är en ort i Indien.   Den ligger i distriktet Chhindwāra och delstaten Madhya Pradesh, i den centrala delen av landet, 800 km söder om huvudstaden New Delhi. Lodhīkheda ligger 347 meter över havet och antalet invånare är 9 994.
Terrängen runt Lodhīkheda är platt. Runt Lodhīkheda är det tätbefolkat, med 297 invånare per kvadratkilometer. Närmaste större samhälle är Sausar, 10,4 km nordväst om Lodhīkheda. Omgivningarna runt Lodhīkheda är en mosaik av jordbruksmark och naturlig växtlighet.